# Will Robson Emilio Andrade
Will Robson Emilio Andrade (São Paulo, 15 december 1973), ook wel kortweg Will genoemd, is een voormalig Braziliaans voetballer.